# رابرت دادلی (بازیگر)
رابرت دادلی (انگلیسی: Robert Dudley؛ ‏ ۱۳ سپتامبر ۱۸۶۹ – ۱۵ سپتامبر ۱۹۵۵) بازیگر اهل ایالات متحده آمریکا بود.
از فیلم‌ها یا برنامه‌های تلویزیونی که وی در آن نقش داشته‌است می‌توان به فروشنده دوره‌گرد، زن دنیادیده، زنوبیا، داستان پام بیچ، عزا برازنده الکتراست، محض رضای خدا، و سیاست اشاره کرد.